# ALL THAT CHART
《ALL THAT CHART》(올 댓 차트)는 KBS 2FM과 U-KBS MUSIC의 라디오 음악 프로그램이다. 2009년에 개편되어 《심야식당》으로 바뀌었다.

## 특징
이 프로그램의 DJ는 일반인이 아니라 사이버 상의 인물인 '윌슨'이다.

## 같이 보기
- 심야식당